# Véronne (rivière de l'Eure)
Pour les articles homonymes, voir Véronne (homonymie).
 (mai 2014).
La Véronne est une rivière du département de l'Eure, en région Normandie et un affluent gauche de la Risle donc un sous-affluent de la Seine.

## Communes traversées
Dans le seul département de l'Eure, la Véronne traverse sept communes :
- dans le sens amont vers aval : La Poterie-Mathieu (source), Saint-Étienne-l'Allier, Saint-Martin-Saint-Firmin, Campigny, Tourville-sur-Pont-Audemer, Saint-Germain-Village, Pont-Audemer (confluence).

Soit en termes de cantons, la Véronne prend source dans le canton de Beuzeville et conflue dans le canton de Pont-Audemer, le tout dans l'arrondissement de Bernay.

## Affluent
La Véronne n'a pas d'affluent référencé
Son rang de Strahler est donc de un.

## Hydrographie et bassin versant
La Véronne traverse une seule zone hydrographie 'La Risle du confluent de la rivière des Echauds (inclus) au confluent de la Véro' (H624) de 2 118 km2 de superficie. Ce bassin versant est occupé à 78,50 % de territoires agricoles, à 18,48 % de forêts et milieux semi-naturels, à 2,93 % de territoires artificialisés.

## Aménagements
Sur son cours, on trouve les lieux-dits : le Moulin, le Moulin Brûlé, le Moulin de Campigny, le Moulin de Bigards, deux gués.